# Pachycoccyx audeberti
Il cuculo di Audebert, cuculo beccospesso o cuculo beccogrosso (Pachycoccyx audeberti Schlegel, 1879), è un uccello della famiglia Cuculidae e unico rappresentante del genere Pachycoccyx.

## Distribuzione e habitat
Questo uccello vive in Africa centro-meridionale, dal Sudafrica al Golfo di Guinea a ovest e il Kenya a est. È di passo in Botswana, in Burkina Faso, in Camerun, in Ghana e in Sudan.

## Sistematica
Pachycoccyx audeberti ha tre sottospecie è un uccello della famiglia Cuculidae:
- Pachycoccyx audeberti brazzae
- Pachycoccyx audeberti validus
- Pachycoccyx audeberti audeberti